# Молочай напівволохатий
Молоча́й напівволохатий, молочай напівмохнатий (Euphorbia semivillosa) — вид трав'янистих рослин з родини молочайні (Euphorbiaceae).

## Опис
Багаторічна рослина 40–200 см заввишки. Листки лінійно або довгасто-ланцетні, подовжені, довжина їхня більш ніж у 4 рази перевищує ширину, зазвичай сидячі, тупуваті. Період цвітіння: травень — червень.

## Поширення
Поширений в Україні, Росії (європейська й західна Сибір), західному Казахстані.
В Україні вид зростає на узліссях і луках, в долинах річок — на Лівобережжі та в лісостепових і степових районах, на Правобережжі — у Правобережному Лісостепу.